# Bairdiella armata
Bairdiella armata és una espècie de peix de la família dels esciènids i de l'ordre dels perciformes.

## Morfologia
- Els mascles poden assolir 30 cm de longitud total.[4][5]

## Alimentació
Menja principalment crustacis.

## Hàbitat
És un peix de clima tropical (29°N-8°N) i bentopelàgic.

## Distribució geogràfica
Es troba a l'oceà Pacífic oriental central: des del Golf de Califòrnia fins a Panamà.

## Observacions
És inofensiu per als humans.